# Arroyo Conchillas
Der Arroyo Conchillas ist ein Fluss im Süden Uruguays.
Er entspringt auf dem Gebiet des Departamentos Colonia nahe der Ruta 21 südöstlich von Radial Hernández, östlich des Cerro Chato. Von dort verläuft er, nachdem er zunächst einen Bogen nach Norden schlägt, in südwestliche Richtung an Conchillas vorbei, wo sein linksseitiger Nebenfluss Cerro Chato hinzustößt. Er setzt seinen Weg zur Ortschaft Puerto Inglés fort. Dort mündet er beim Puerto Conchillas als linksseitiger Nebenfluss in den Río de la Plata.